# Katína Paxinú
Katína Paxinú (görögül: Κατίνα Παξινού) (1900. december 17. – 1973. február 22.) Oscar-díjas és Golden Globe-díjas görög színésznő.

## Élete
Paxinú Svájcban kezdte karrierjét, mint operaénekes. 1920-ban debütált a Beatrice nővér című operában Athénban. 1930-ban társult Aléxisz Minotísszal, akivel együtt reformálták a görög nemzeti színházat. Paxinú ekkor abbahagyta teljesen az éneklést. Az Egyesült Államokban, Németországban és Angliában turnézott a színházzal. 1939-ben játszotta Londonban Elektra főszerepét Szophoklész drámájában, ami nagy kritikai sikert ért meg. A második világháború kitörése után nem tudott hazatérni, ezért Amerikában maradt. 1943-ban leforgatta első filmjét, az Ernest Hemingway regényéből készült Akiért a harang szólt, amiben a gerillákat vezető Pilar szerepét osztották rá. Paxinú alakításával elnyerte a legjobb női mellékszereplőnek járó Oscar-díjat.
A háború után a színésznő visszatért Görögországba, hogy ismét a görög drámák népszerűségének fellendítésén dolgozzon. Elismerésre méltó alakításai a színpadon főként a klasszikus drámákban lelhetők fel, mint Euripidész művei a Médeia vagy a Hippolütosz, de színházában nemzetközi irodalom nyomai is felbukkantak, mint a norvég Henrik Ibsen, az angol Shakespeare, az amerikai O’Neill és a spanyol García Lorca.
1972-ben, rákban hunyt el, és azóta is őt tartják a 20. század legnagyobb görög színésznőjének.

## Filmográfia

### Színpadi szereplések
- 1930: Elektra
- 1942: Hedda Gabler
- 1944: Sophie
- 1951: The House of Bernarda Alba
- 1952: Elektra
- 1952: Oidipusz Tyrannus
- 1961: The Garden of Sweets

### Filmek
| Év   | Cím                             | Szerep                 | Magyar hangja                                                     |
| ---- | ------------------------------- | ---------------------- | ----------------------------------------------------------------- |
| 1943 | Akiért a harang szól            | Pilar                  | Tolnay Klári                                                      |
| 1943 | Hostages                        | Maria                  | –                                                                 |
| 1945 | Confidential Agent              | Mrs. Melandez          | –                                                                 |
| 1947 | Uncle Silas                     | Madame de la Rougierre | –                                                                 |
| 1947 | Amerikai Elektra                | Christine Mannon       | n.a                                                               |
| 1949 | Prince of Foxes                 | Mona Constanza Zoppo   | –                                                                 |
| 1953 | Socrates' Wife                  | Xanthippé              | –                                                                 |
| 1955 | Bizalmas jelentés               | Sophie                 | Bókai Mária                                                       |
| 1959 | The Miracle                     | La Roca                | –                                                                 |
| 1960 | Rocco és fivérei                | Rosaria Parondi        | 1. magyar változat: Vajay Erzsi 2. magyar változat: Pásztor Erzsi |
| 1961 | I episkepsis tis giraias kirias | ?                      | –                                                                 |
| 1961 | Death of a Bandit               | Silvia                 | –                                                                 |
| 1962 | To spiti tis bernada alma       | ?                      | –                                                                 |
| 1965 | To nisi tis Afroditis           | Lambrini               | –                                                                 |
| 1968 | Tante Zita                      | Zita                   | –                                                                 |
| 1970 | Un été sauvage                  | Marya                  | –                                                                 |
| 1970 | The Martlet's Tale              | Orsetta                | –                                                                 |

### Televíziós sorozatok
| Év   | Cím                   | Szerep (zárójelben az évad (S) és/vagy epizód (E)) |
| ---- | --------------------- | -------------------------------------------------- |
| 1952 | Chesterfield Presents | ? (S1E02)                                          |
| 1959 | World Theatre         | édesanya (S1E03)                                   |
| 1960 | Father Knows Best     | mama (S6E19)                                       |
| 1968 | BBC Play of the Month | Agatha Payne (S3E09)                               |
| 1970 | The Name of the Game  | Filomena (S3E05)                                   |

## Díjak és jelölések
| Film                 | Év   | Díj                                                     | Eredmény |
| -------------------- | ---- | ------------------------------------------------------- | -------- |
| Akiért a harang szól | 1943 | New York-i Filmkritikusok Egyesülete: legjobb színésznő | Jelölve  |
| Akiért a harang szól | 1943 | Amerikai Filmszemle: legjobb színésznő                  | Elnyerte |
| Akiért a harang szól | 1944 | Golden Globe-díj a legjobb női mellékszereplőnek        | Elnyerte |
| Akiért a harang szól | 1944 | Oscar-díj a legjobb női mellékszereplőnek               | Elnyerte |